# The Big Picture (Tom Roberts)
Il Grande Dipinto (in inglese: The Big Picture; ufficialmente conosciuto come Prima Apertura del Parlamento del Commonwealth dell'Australia da parte di sua altezza reale il duca di Cornwall e York, 9 maggio 1901, The Opening of the First Parliament of the Commonwealth of Australia by H.R.H. The Duke of Cornwall and York, May 9, 1901) è un dipinto del 1903 del pittore australiano Tom Roberts.
Il dipinto mostra la prima apertura del Parlamento australiano, avvenuta il 9 maggio 1901 nel Royal Exhibition Building di Melbourne, ed è custodito nel Palazzo del Parlamento di Canberra.

## Contesto storico

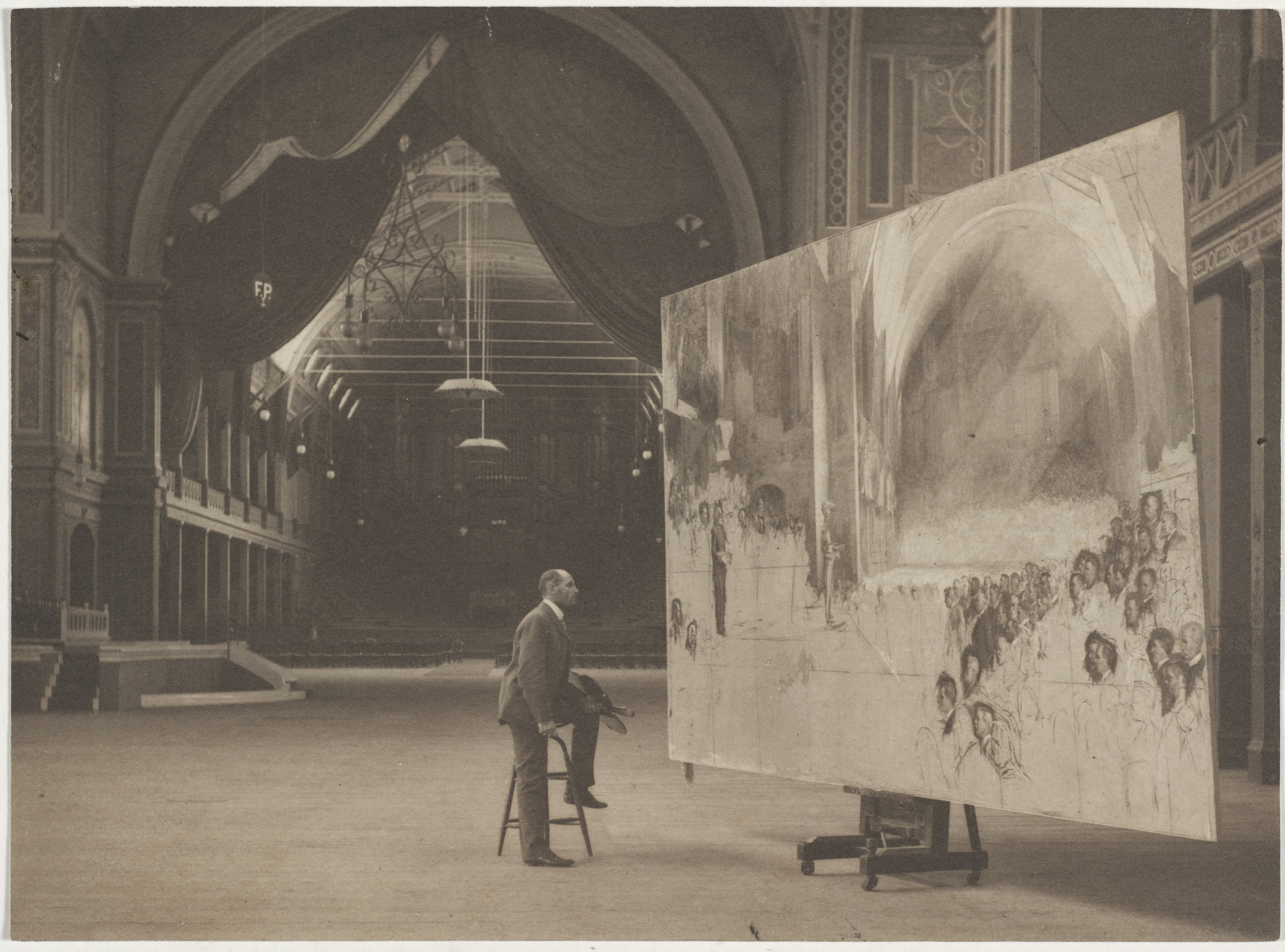
Tom Roberts con il dipinto ancora incompiuto

Il 1º gennaio 1901 le colonie australiane si unirono in una federazione, e dato che la neonata Costituzione prevedeva la costruzione di una capitale ex novo, la sede del governo sarebbe stata temporaneamente Melbourne.
Il Parlamento giurò il 9 maggio 1901 alla presenza del figlio di Edoardo VII, il duca di Cornwall e York (che succederà al padre con il nome di Giorgio V). Per celebrare l'avvenimento la Australian Art Association decise di commissionare un dipinto da "regalare alla nazione".